# Anilios torresianus
Espèce
Synonymes
- Typhlops torresianus Boulenger, 1889

Anilios torresianus est une espèce de serpents de la famille des Typhlopidae. 

## Répartition
Cette espèce se rencontre :
- dans le sud de la Nouvelle-Guinée ;
- en Australie au Queensland.

## Description
L'holotype mesure 400 mm. 

## Étymologie
Son nom d'espèce lui a été donné en référence au lieu de sa découverte, le détroit de Torrès.

## Publication originale
- Boulenger, 1889 : Descriptions of new Typhlopidæ in the British Museum. Annals and Magazine of Natural History, sér. 6, vol. 4, p. 360-363 (texte intégral).